# Espada de Cawood

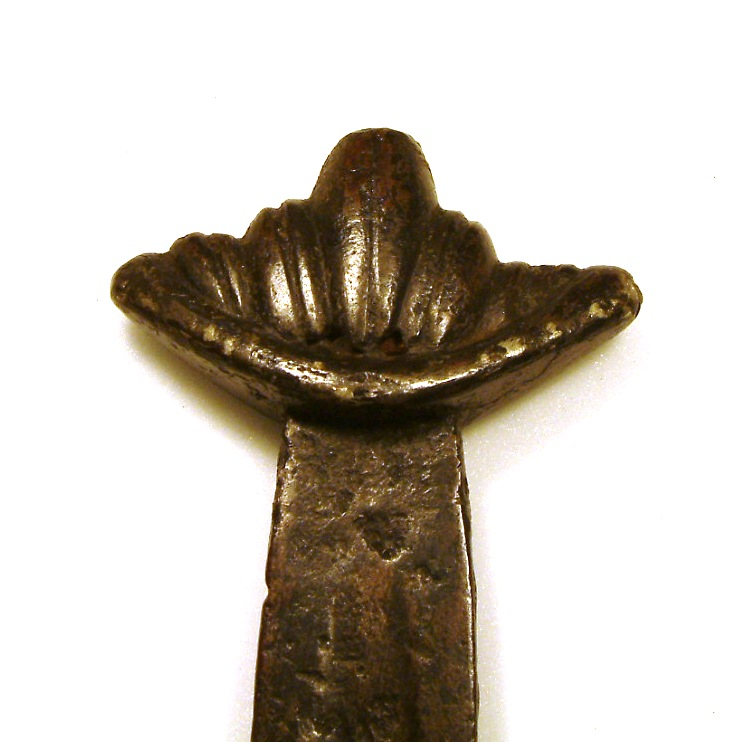
Primer plano del pomo

La espada de Cawood es una espada medieval descubierta en el río Ouse cerca de Cawood en North Yorkshire, Inglaterra, a finales del siglo XIX. La hoja es de tipo XII y tiene inscripciones en ambos lados. Lo más probable es que data de principios del siglo XII.

## Significado
La espada destaca por ser el ejemplar mejor conservado de un pequeño grupo de espadas medievales con pomo tipo M en la tipología de Oakeshott (1964). Este tipo de pomo es una derivación aparentemente específicamente británica del pomo multilobulado de las espadas vikingas. A menudo se encuentra en efigies de tumbas de mediados del siglo XIII a mediados del siglo XIV en el sur de Escocia y el norte de Inglaterra, pero puede haber existido desde el siglo XI.
Una espada muy similar, probablemente del mismo taller, fue descubierta en Noruega en 1888 mientras se realizaban trabajos ferroviarios en tierras de cultivo en Korsoygaden en el municipio de Stange, distrito de Hedmarken.

## Datación
La cuestión de la fecha de estas espadas tiene cierta importancia para la cronología absoluta del desarrollo de la morfología de las espadas en la Europa medieval. En 1964, Oakeshott declaró que, si bien "se creyó durante mucho tiempo" que ambas espadas databan de finales del siglo XI o principios del XII, sugerido por el pomo tipo "espada vikinga" y la inscripción rúnica en la espada de Korsoygaden, posiblemente no podrían ser anteriores a la mediados del siglo XIII debido al estilo de las inscripciones de la espada de Cawood, y porque el tipo de pomo no era de hecho en el estilo de la edad vikinga, sino en una derivación británica "tardía" (Danelaw/Norte de Inglaterra) de formas de pomo de la era vikinga. Sin embargo, en 1991, Oakeshott revisó esta opinión basándose en el estilo de la inscripción rúnica de la espada de Korsoygaden. La fecha del siglo XII para ambas espadas se basa en este argumento. Esto, es decir, la evidencia combinada de las espadas de Cawood y Korsoygaden, es de "extrema importancia" para la datación de espadas e inscripciones de hojas de los siglos XI y XII. Oakeshott (1991) presenta un grupo de ocho espadas, algunas de las cuales fueron fechadas previamente en c. 1300, que sobre la base de estrechos paralelos morfológicos con estas espadas debe reasignarse al período de c. 1000 – 1120. La fecha de Oakeshott para la espada de Cawood en sí es ahora c. 1100 – 1150. Esto tiene consecuencias para la datación de las inscripciones de hojas de espadas caballerescas, ya que las inscripciones en la hoja de Cawood son muy típicas de las inscripciones de grupos de letras "confusas" en las hojas de la Alta Edad Media (transcritas tentativamente como ✠N n RDIO n N n R✠ ⊕ N ［RSRDIGATON［I).

## Propiedad y exhibición
La espada de Cawood se mantuvo en la Torre de Londres hasta la década de 1950 y luego se vendió a manos privadas. Se exhibió nuevamente en la exposición The Age of Chivalry en Burlington House en 1987.
Fue adquirida por el Museo de Yorkshire de York en diciembre de 2007. Desde 2017 figura como uno de los objetos clave de la exposición 'Medieval York: Capital of the North'.